# Władimir Baum
Władimir Aleksandrowicz Baum (ros. Владимир Александрович Баум; biał. Уладзімір Аляксандравіч Баўм, Uładzimir Alaksandrawicz Baum, ur. 6 sierpnia 1922 w Koryciskach w województwie białostockim, zm. 14 marca 2018 w Grodnie) – przewodniczący kołchozu w rejonie iwiejskim, Bohater Pracy Socjalistycznej (1966).

## Życiorys
Skończył gimnazjum techniczne w Białymstoku, po czym starał się o przyjęcie do szkoły lotniczej w Bydgoszczy, jednak jako prawosławny nie został przyjęty. Podczas II wojny światowej przebywał na okupowanym terytorium Polski, przez pewien czas był więziony w obozie koncentracyjnym w Prusach Wschodnich. 20 lutego 1945 został powołany do służby w Armii Czerwonej i skierowany na front, brał udział w walkach na 3 Froncie Białoruskim, w tym w szturmie Królewca, później na Froncie Zabajkalskim walczył w wojnie z Japonią jako pomocnik dowóca plutonu 277 pułku piechoty 91 Gwardyjskiej Dywizji Piechoty w stopniu młodszego sierżanta. Po demobilizacji, od 1950 pracował jako robotnik, mechanik i przewodniczący komitetu fabrycznego kombinatu materiałów budowlanych w Grodnie. W 1954 został skierowany do pracy we wsi Żyli w rejonie iwiejskim, gdzie kierował miejscowym kołchozem. Ukończył Grodzieński Państwowy Uniwersytet Agrarny, w 1961 został dyrektorem sowchozu im. XXII Zjazdu KPZR, którym kierował do przejścia na emeryturę w 1990, przyczyniając się do znaczącej mechanizacji produkcji rolnej, elektryfikacji domów, zwiększenia skali hodowli zwierząt i poprawy wydajności, m.in. znaczącego wzrostu plonów. W latach 1963–1967 był deputowanym do Rady Najwyższej Białoruskiej SRR, pełnił też mandat deputowanego do rady obwodowej, rejonowej i wiejskiej i funkcję członka Komisji Rewizyjnej KC Komunistycznej Partii Białorusi.

## Odznaczenia
- Złoty Medal „Sierp i Młot” Bohatera Pracy Socjalistycznej (22 marca 1966)
- Order Lenina (22 marca 1966)
- Order Rewolucji Październikowej
- Order Czerwonego Sztandaru Pracy
- Order Czerwonej Gwiazdy (29 września 1945)
- Order „Znak Honoru”
- Złoty Medal Wystawy Osiągnięć Gospodarki Narodowej ZSRR

I inne.